# Pseudoparlatoria lentigo
Pseudoparlatoria lentigo är en insektsart som beskrevs av Ferris 1942. Pseudoparlatoria lentigo ingår i släktet Pseudoparlatoria och familjen pansarsköldlöss.
Artens utbredningsområde är Panama. Inga underarter finns listade i Catalogue of Life.